# Diocese de Chiclayo
A Diocese de Chiclayo (em latim: Dioecesis Chiclayensis) é uma diocese católica romana de rito latino, sufragânea da província eclesiástica da Arquidiocese de Piura, localizada na região noroeste de Lambayeque, no Peru.
Sua sé episcopal é a Catedral de Santa Maria, situada na cidade de Chiclayo. A diocese também foi o antigo local de ministério do Papa Leão XIV.

## História
A Diocese de Chiclayo foi criada em 17 de dezembro de 1956, com território desmembrado da Diocese de Cajamarca e da Arquidiocese de Trujillo. Em 17 de abril de 1963, parte de seu território foi cedida para a formação da Prelazia Territorial de Chota.

## Bispos
A seguir, a lista dos bispos que governaram a Diocese de Chiclayo:
|                          | Nome                                   | Período   | Notas                                                   |
| Bispos                   | Bispos                                 | Bispos    | Bispos                                                  |
| ------------------------ | -------------------------------------- | --------- | ------------------------------------------------------- |
| 5º                       | Edinson Edgardo Farfán Córdova         | 2024-     | Atual                                                   |
| 4°                       | Robert Francis Prevost O.S.A.          | 2015-2023 | Nomeado Prefeito do Dicastério para os Bispos           |
| 3º                       | Jesús Moliné Labarte                   | 1998-2015 |                                                         |
| 2º                       | Ignacio María de Orbegozo y Goicoechea | 1968-1998 |                                                         |
| 1°                       | Daniel Figueroa Villón                 | 1956-1967 |                                                         |
| Bispo-coadjutor          |                                        |           |                                                         |
|                          | Jesús Moliné Labarte                   | 1997-1998 |                                                         |
| Bispo-auxiliar           |                                        |           |                                                         |
|                          | Luis Sánchez-Moreno Lira               | 1961-1968 | Nomeado Bispo-Prelado da Prelazia Territorial de Yauyos |
| Administrador apostólico |                                        |           |                                                         |
|                          | Guillermo Antonio Cornejo Monzón       | 2023-2024 | Bispo auxiliar da Lima                                  |
|                          | Robert Francis Prevost O.S.A.          | 2014-2015 | Presbítero da Ordem de Santo Agostinho                  |